# Phanotea xhosa
Phanotea xhosa is een spinnensoort in de taxonomische indeling van de Zoropsidae.
Het dier behoort tot het geslacht Phanotea. De wetenschappelijke naam van de soort werd voor het eerst geldig gepubliceerd in 1994 door Charles E. Griswold.